# Leone d'argento - Premio speciale per la regia
Il "Leone d'argento per la miglior regia" rappresenta il massimo riconoscimento conferito dalla Mostra internazionale d'arte cinematografica di Venezia per quel che riguarda esclusivamente la regia delle pellicole.
Seppur meno importante del "Leone d'oro", che premia la pellicola nella sua completezza, è il premio individuale più importante, assieme alla Coppa Volpi, quest'ultimo un riconoscimento destinato agli attori.

## Albo d'oro
Alcune edizioni della rassegna non si sono svolte, per cause di diversa natura, mentre in altre edizioni non furono consegnati premi perché indette in forma non competitiva.

### Anni 1990
- 1990: Martin Scorsese – Quei bravi ragazzi (Goodfellas)  ·   Stati Uniti
- 1991
  - Philippe Garrel – Non sento più la chitarra (J'entends plus la guitare)  ·   Francia
  - Terry Gilliam – La leggenda del re pescatore (The Fisher King)  ·   Stati Uniti
  - Zhang Yimou – Lanterne rosse (Dà hóng dēnglong gāogāo guà)  ·   Cina
- 1992
  - Bigas Luna – Prosciutto prosciutto (Jamón, jamón)  ·   Spagna
  - Dan Pița – Hotel di lusso (Hotel de lux)  ·   Romania
  - Claude Sautet  – Un cuore in inverno (Un cœur en hiver)  ·   Francia
- 1993: Bahtiër Hudojnazarov – Pari e patta (Koš ba koš)  ·   Tagikistan
- 1994
  - James Gray – Little Odessa  ·   Stati Uniti
  - Peter Jackson – Creature del cielo (Heavenly Creatures)  ·   Nuova Zelanda
  - Carlo Mazzacurati – Il toro  ·   Italia
- 1998: Emir Kusturica – Gatto nero, gatto bianco (Crna mačka, beli mačor)  ·   Serbia
- 1999: Zhang Yuan – Diciassette anni (Guònián huíjiā)  ·   Cina

### Anni 2000
- 2000: Buddhadeb Dasgupta – Uttarā  ·   India
- 2001: Babak Payami – Il voto è segreto (Ra'y-e makhfi)  ·   Iran
- 2002: Lee Chang-dong – Oasis  ·   Corea del Sud
- 2003: Takeshi Kitano – Zatōichi  ·   Giappone
- 2004: Kim Ki-duk – Ferro 3 - La casa vuota (Bin jip)  ·   Corea del Sud
- 2005: Philippe Garrel – Les Amants réguliers  ·   Francia
- 2006: Alain Resnais – Cuori (Cœurs)  ·   Francia
- 2007: Brian De Palma – Redacted  ·   Stati Uniti
- 2008: Aleksej German Jr. – Bumažnyj soldat  ·   Russia
- 2009: Shirin Neshat – Donne senza uomini (Zanān bedun-e mardān)  ·   Iran

### Anni 2010
- 2010: Álex de la Iglesia – Ballata dell'odio e dell'amore (Balada triste de trompeta)  ·   Spagna
- 2011: Cai Shangjun – Rénshānrénhǎi  ·   Cina
- 2012: Paul Thomas Anderson – The Master  ·   Stati Uniti
- 2013: Alexandros Avranas – Miss Violence  ·   Grecia
- 2014: Andrej Končalovskij – Belye noči počtal'ona Alekseja Trjapicyna  ·   Russia
- 2015: Pablo Trapero – Il clan (El clan)  ·   Argentina
- 2016
  - Amat Escalante – La región salvaje  ·   Messico
  - Andrej Končalovskij – Paradise (Raj)  ·   Russia
- 2017: Xavier Legrand – L'affido - Una storia di violenza (Jusqu'à la garde)  ·   Francia
- 2018: Jacques Audiard – I fratelli Sisters (The Sisters Brothers)  ·   Francia
- 2019: Roy Andersson – Sulla infinitezza (Om det oändliga)  ·   Svezia

### Anni 2020
- 2020: Kiyoshi Kurosawa – Spy no tsuma  ·   Giappone
- 2021: Jane Campion – Il potere del cane (The Power of the Dog)  ·   Nuova Zelanda
- 2022: Luca Guadagnino – Bones and All  ·   Italia
- 2023: Matteo Garrone – Io capitano  ·   Italia
- 2024: Brady Corbet – The Brutalist  ·   Stati Uniti